# Geox–TMC
A Geox–TMC (UCI csapatkód: GEO) (korábban Scott–American Beef, Saunier Duval–Scott,  Saunier Duval–Prodir, Fuji–Servetto és Footon-Servetto-Fuji) egy spanyol profi országúti kerékpárcsapat volt.

## Keret (2011)
2011. január 14-dikei állapot:
|     | Név                | Születésnap                   |
| --- | ------------------ | ----------------------------- |
| ITA | Tomas Alberio      | 1989. március 13. (36 éves)   |
| COL | Mauricio Ardila    | 1979. május 12. (45 éves)     |
| ESP | David Blanco       | 1975. március 13. (50 éves)   |
| AUT | Matthias Brändle   | 1989. december 7. (35 éves)   |
| ESP | Vidal Celis        | 1982. augusztus 21. (42 éves) |
| ITA | Giampaolo Cheula   | 1979. május 23. (45 éves)     |
| ESP | Juan José Cobo     | 1981. február 11. (44 éves)   |
| ITA | Daniele Colli      | 1982. április 19. (42 éves)   |
| ITA | Marco Corti        | 1986. április 2. (38 éves)    |
| ESP | David de la Fuente | 1981. május 4. (43 éves)      |
| COL | Fabio Duarte       | 1986. június 11. (38 éves)    |
| ESP | Arkaitz Durán      | 1986. május 18. (38 éves)     |

|     | Név                       | Születésnap                   |
| --- | ------------------------- | ----------------------------- |
| ITA | Fabio Felline             | 1990. március 29. (34 éves)   |
| ESP | Xavier Florencio          | 1979. december 26. (45 éves)  |
| SUI | Noè Gianetti              | 1989. október 6. (35 éves)    |
| ESP | David Gutiérrez Gutiérrez | 1983. április 2. (41 éves)    |
| RUS | Dmitrij Kozoncsuk         | 1984. április 5. (40 éves)    |
| SLO | Marko Kump                | 1988. szeptember 9. (36 éves) |
| RUS | Gyenyisz Menysov          | 1978. január 25. (47 éves)    |
| ITA | Matteo Pelucchi           | 1989. január 21. (36 éves)    |
| ITA | Daniele Ratto             | 1989. október 5. (35 éves)    |
| ESP | Carlos Sastre             | 1975. április 22. (49 éves)   |
| ESP | Rafael Valls              | 1987. június 27. (37 éves)    |
| SUI | Marcel Wyss               | 1986. június 25. (38 éves)    |

## Külső hivatkozások
Hivatalos honlap